# Alex Pisano
Alexandre Kouto Horio Pisano (ピサノ・アレクサンドレ幸冬堀尾?  Kasugai, 10 de enero de 2006) es un futbolista japonés que juega en la demarcación de portero para el Nagoya Grampus de la J1 League.

## Selección nacional
Pisorio fue convocado a la selección de fútbol de Japón para el Campeonato de Fútbol de Asia Oriental de 2025, y debutó en la victoria por 6-1 contra Hong Kong el 8 de julio de 2025. Con 19 años y 179 días, fue el portero más joven en debutar en la historia de la selección japonesa.

## Vida personales
Pisano nació en Japón, de padre italo-canadiense y madre japonesa.
El segundo nombre de Pisano, «Kouto», deriva del kanji del perro de su familia y del mes de enero, cuando nació Alex. «Horio» es el apellido de su madre japonesa.

## Clubes
| Club           | País  | Año   | Partidos | Goles |
| -------------- | ----- | ----- | -------- | ----- |
| Nagoya Grampus | Japón | 2024- | 10       | 0     |

## Palmarés

### Títulos nacionales
| Título         | Club           | País  | Año  |
| -------------- | -------------- | ----- | ---- |
| Copa J. League | Nagoya Grampus | Japón | 2024 |

### Títulos internacionales
| Título                                | Equipo             | Sede          | Año  |
| ------------------------------------- | ------------------ | ------------- | ---- |
| Campeonato de Fútbol de Asia Oriental | Selección de Japón | Corea del Sur | 2025 |